# Anthony Caci
Anthony Caci (Forbach, 1 de julho de 1997) é um jogador de futebol profissional francês que atua como lateral-esquerdo no Mainz 05.

## Carreira
Em maio de 2019, Caci foi convocado para a seleção sub-21 da França.
Em 2 de julho de 2021, ele foi incluído na lista de vinte e um jogadores franceses selecionados para competir nas Olimpíadas de Verão de 2020, que aconteceram no verão de 2021 no Japão.
Na temporada 2022–23, Caci foi transferido gratuitamente para o Mainz 05, assinando um contrato do início de janeiro de 2022 até 2026.

## Títulos
Strasbourg
- Ligue 2: 2016–17
- Copa da Liga Francesa: 2018–19